# Platyrhina sinensis
Platyrhina sinensis är en rockeart som först beskrevs av Bloch och Schneider 1801.  Platyrhina sinensis ingår i släktet Platyrhina och familjen Rhinobatidae. IUCN kategoriserar arten globalt som sårbar. Inga underarter finns listade i Catalogue of Life.